# Viburnum sieboldii
Viburnum sieboldii är en desmeknoppsväxtart som beskrevs av Friedrich Anton Wilhelm Miquel. Viburnum sieboldii ingår i släktet olvonsläktet, och familjen desmeknoppsväxter. Utöver nominatformen finns också underarten V. s. obovatifolium.

## Bildgalleri

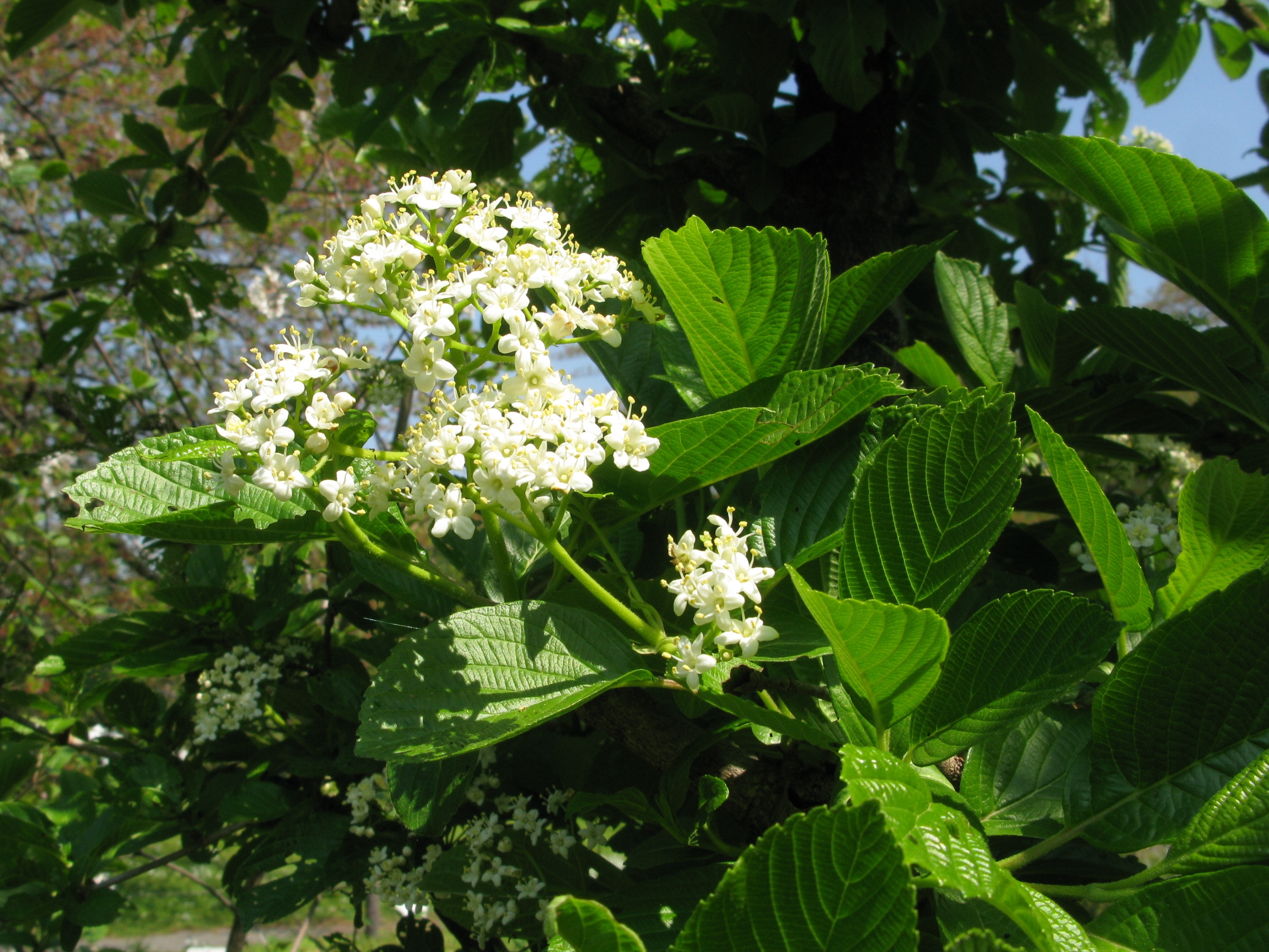
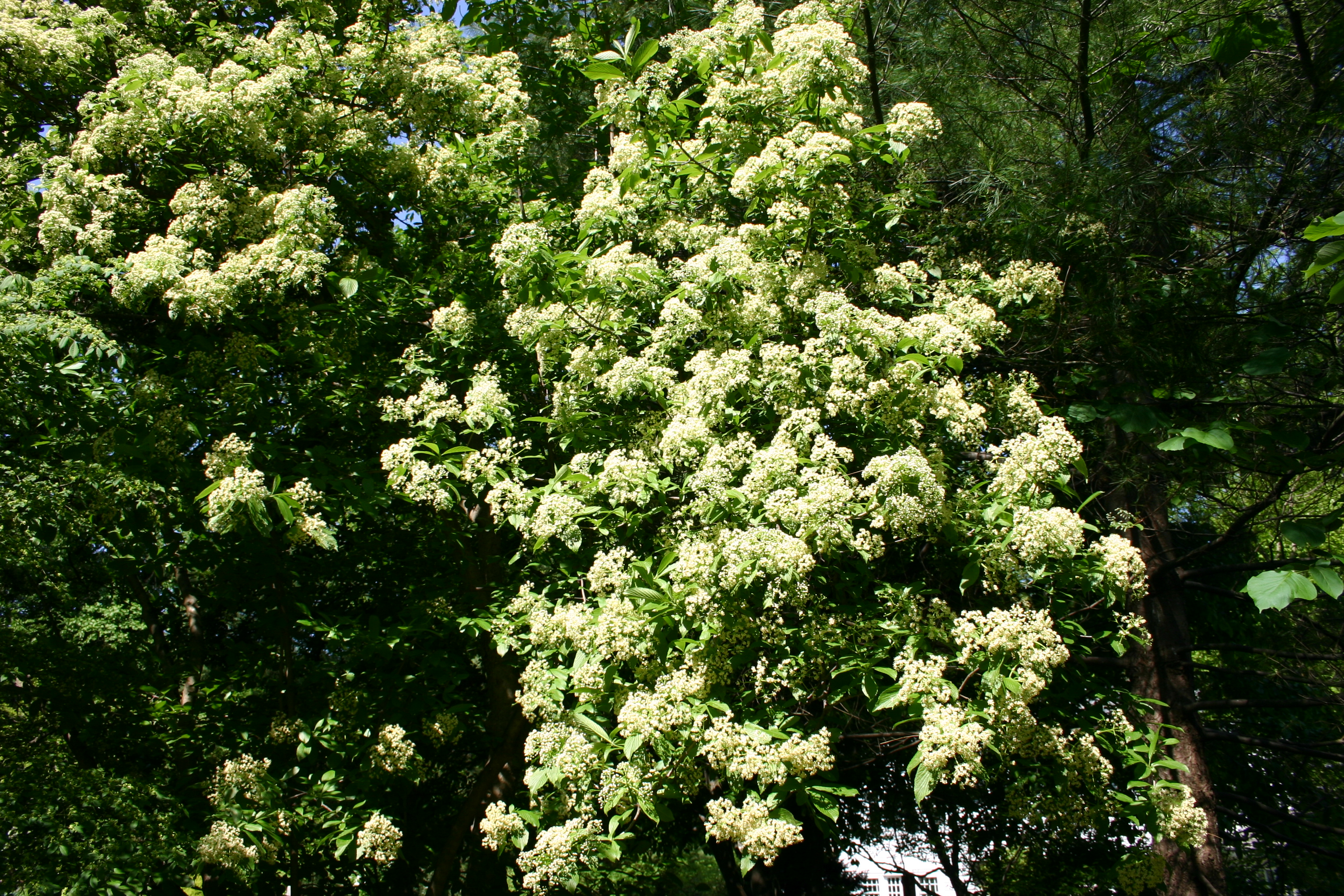
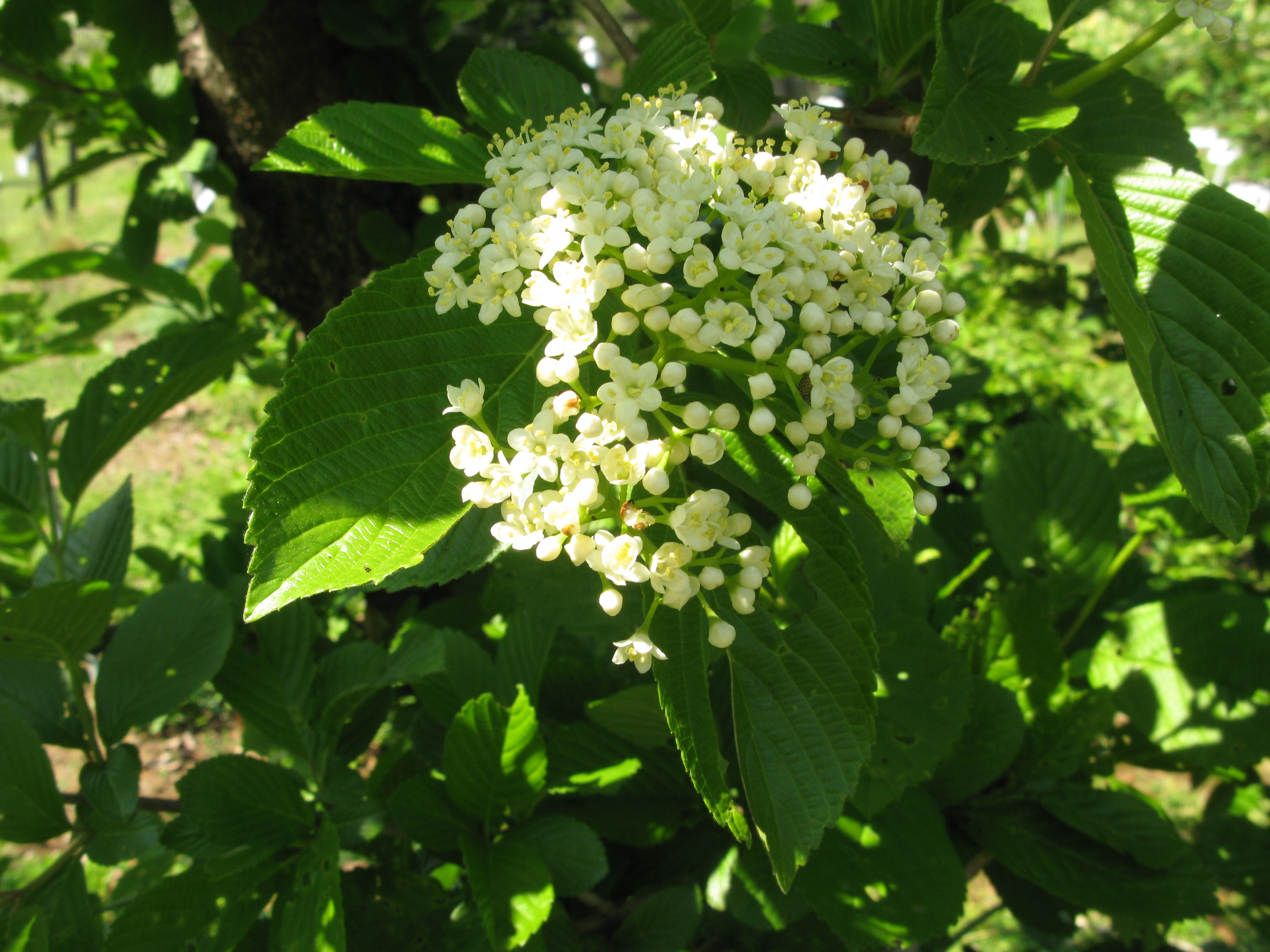
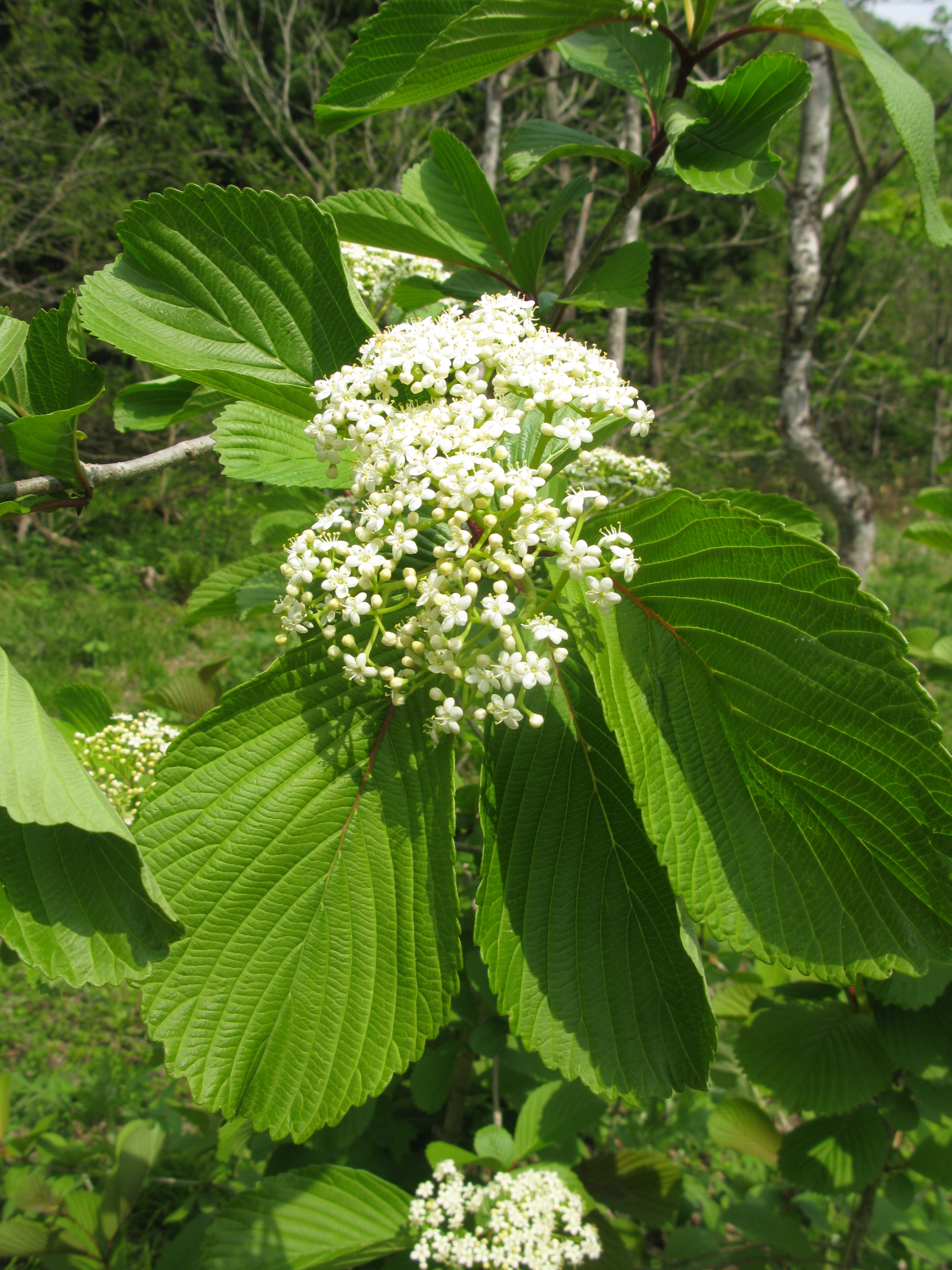
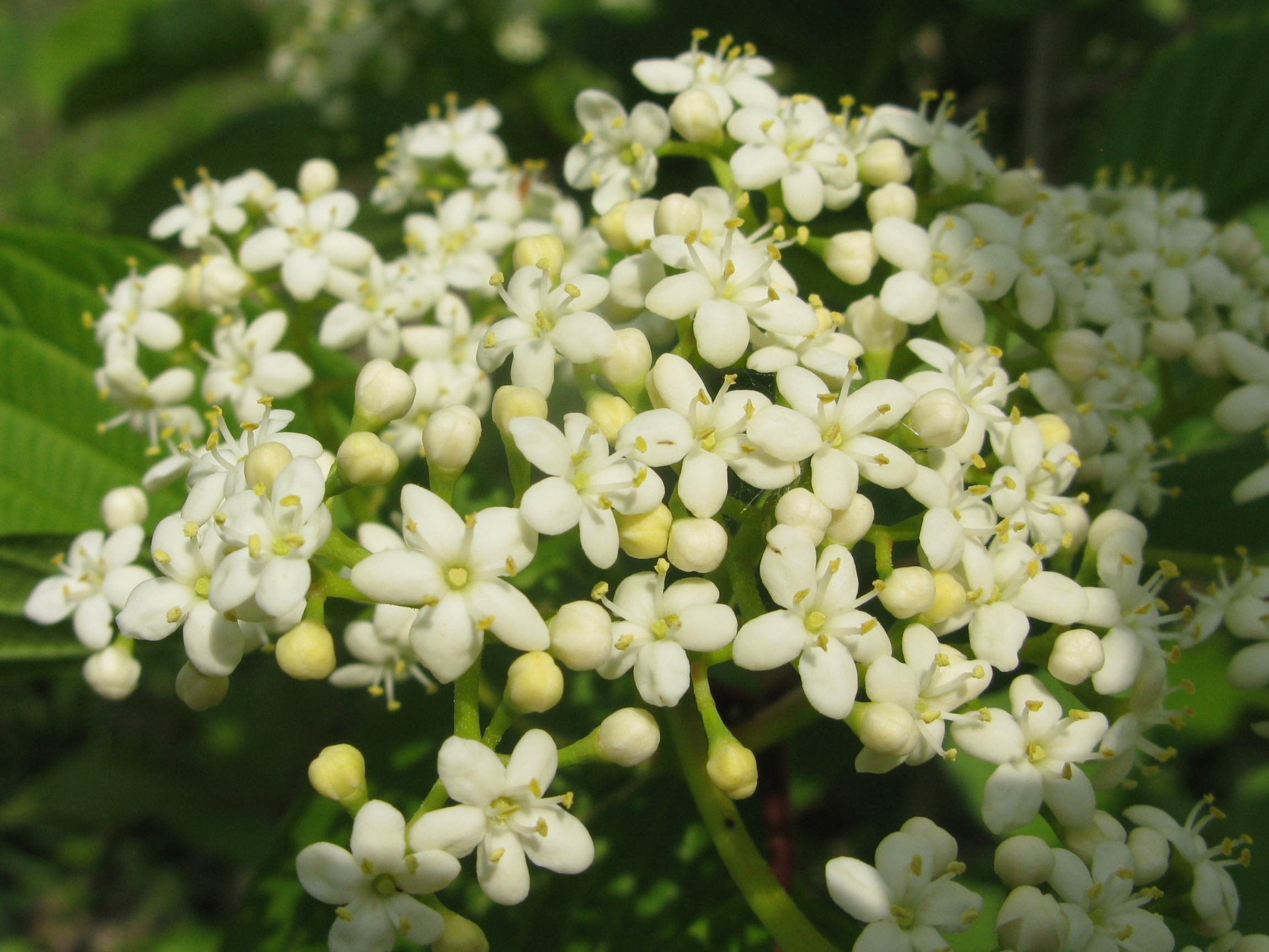
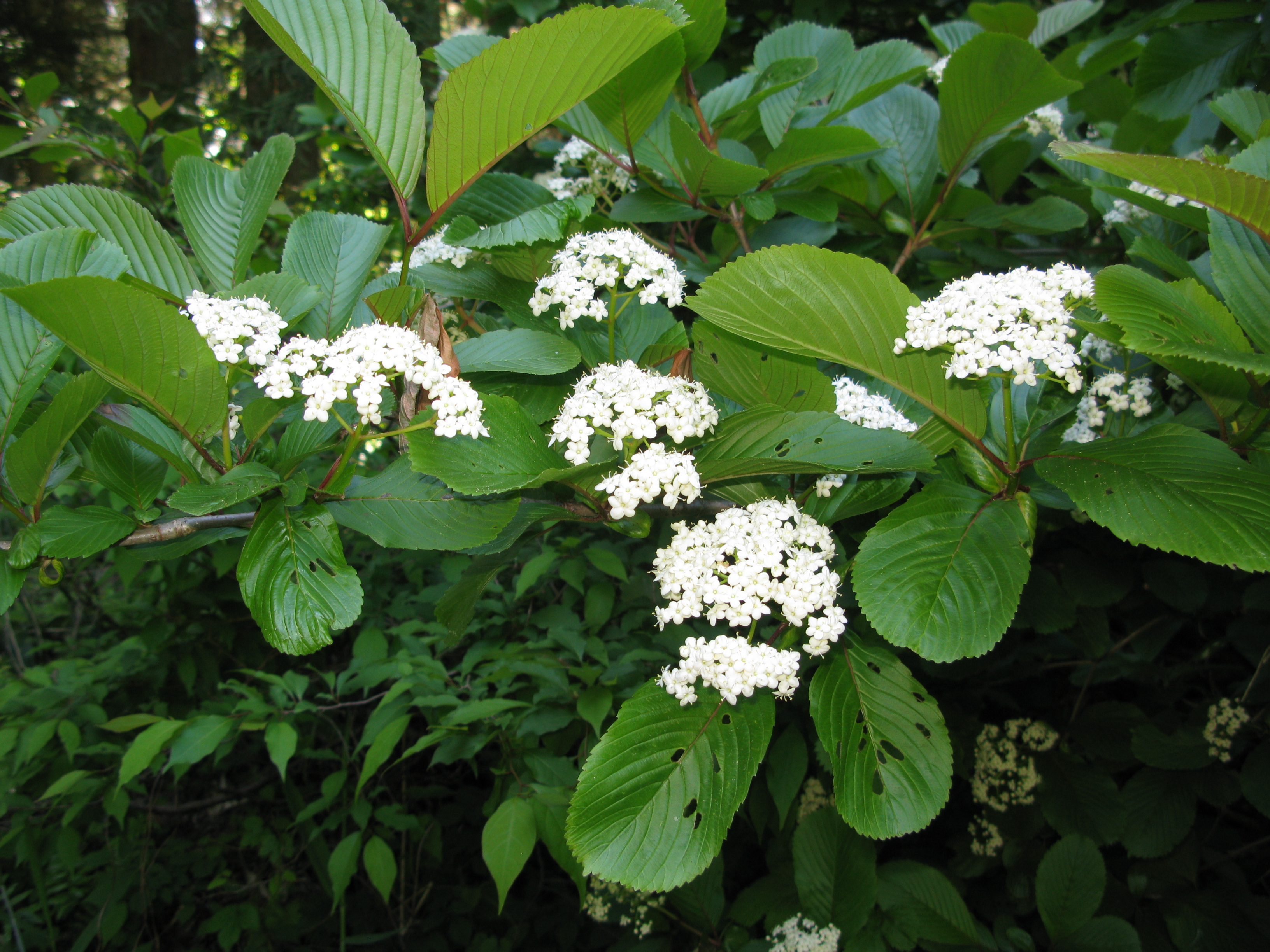